# Danmark i olympiska vinterspelen 2010
Danmark deltog med 18 tävlande i de Olympiska vinterspelen 2010. 

## Trupp

### Alpin Skidåkning
- Johnny Albertsen (Störtlopp och Super-G)
- Markus Kilsgaard (Storslalom)
- Yina Moe-Lange (Slalom och storslalom)

### Skidskytte
- Øystein Slettemark (10 km sprint, 20 km distans)

### Längdskidåkning
- Jonas Thor Olsen (15 km fristil, 30 km Masstart & 50 km klassisk)

### Curling
- Ulrik Schmidt
- Johnny Frederiksen
- Bo Jensen
- Lars Vilandt
- Mikkel Poulson

- Angelina Jensen
- Madeleine Dupont
- Denise Dupont
- Camilla Jensen
- Ane Hansen

### Freestyle
- Sophie Fjellvang-Sølling (Ski cross)

### Snowboard
- Julie Lundholt (Snowboard cross)

### Hastighetsåkning på skridskor
- Cathrine Grage (1 500 meter, 3 000 meter och 5 000 meter)